# (1823) Gliese
(1823) Gliese – planetoida z pasa głównego planetoid okrążająca Słońce w ciągu 3 lat i 118 dni w średniej odległości 2,23 au Została odkryta 4 września 1951 roku w Landessternwarte Heidelberg-Königstuhl w Heidelbergu przez Karla Reinmutha. Nazwa planetoidy pochodzi od Wilhelma Gliesego (1915–1993), niemieckiego astronoma. Przed jej nadaniem planetoida nosiła oznaczenie tymczasowe (1823) 1951 RD.